# Terebellum (weekdier)
Terebellum is een geslacht van weekdieren uit de klasse van de Gastropoda (slakken).

## Soorten
- Terebellum delicatum Kuroda & Kawamoto, 1961
- Terebellum hubrechti Poppe & Tagaro, 2016
- Terebellum terebellum (Linnaeus, 1758)